# Prosthacusta
Prosthacusta is een geslacht van rechtvleugeligen uit de familie krekels (Gryllidae). De wetenschappelijke naam van dit geslacht is voor het eerst geldig gepubliceerd in 1874 door Saussure.

## Soorten
Het geslacht Prosthacusta omvat de volgende soorten:
- Prosthacusta amplipennis Chopard, 1956
- Prosthacusta circumcincta Scudder, 1869